# بيروت مدينتي
بيروت مدينتي هي حملة سياسية يقودها متطوعون انطلقت في أبريل 2016 لتجري في 8 مايو 2016 انتخابات بلدية بيروت. انطلقت الحملة من الاحتجاجات اللبنانية 2015–16 كرد فعل على نقص الكهرباء والمياه والشوارع مليئة بالقمامة والبنية التحتية الحضرية المذهلة. قامت ببناء حملتها حول برنامج من 10 نقاط حيث وعدت بالعمل على (1) التنقل، (2) المساحات الخضراء والأماكن العامة، (3) الإسكان الميسور، (4) إدارة النفايات، (5) التراث الطبيعي، (6) المجتمع المساحات والخدمات، (7) التنمية الاجتماعية والاقتصادية، (8) الاستدامة البيئية، (9) الصحة والسلامة، (10) الإدارة البلدية. ترتكز «بيروت مدينتي» على قيمها الجوهرية باعتبارها أولوية الصالح العام والعدالة الاجتماعية والشفافية ورعاية مدينتهم للأجيال القادمة.
خلال الانتخابات البلدية في بيروت لعام 2016، فازت بيروت مدينتي بإحدى دوائر بيروت الانتخابية الثلاث، لكنها خسرت في جميع الانتخابات بنسبة 40% مقابل قائمة «البيروتيين» المدعومة من سعد الدين الحريري، وتضمنت سياسيين من تحالف 14 آذار و‌تحالف 8 آذار، وهو تحالف من المعارضين الشرسين تقليدياً. حصلت بيروت مدينتي على أكثر من 50% من الأصوات في الحي المسيحي في شرق بيروت. وحصلت على أكثر من ثلث الأصوات في منطقة الحريري التقليدية للأحياء السنية المسلمة، مما يشير إلى تحول في السياسة المحلية في بيروت وفقاً للمحلل السياسي التركي محمود كان أتيس.